# Витланд (Вајоминг)
Витланд (енгл. Wheatland) град је у америчкој савезној држави Вајоминг.

## Демографија
По попису из 2010. године број становника је 3.627, што је 79 (2,2%) становника више него 2000. године.
| Група             | 2000.         | 2010.         |
| Белци             | 3.257 (91,8%) | 3.279 (90,4%) |
| Афроамериканци    | 11 (0,3%)     | 5 (0,1%)      |
| Азијати           | 12 (0,3%)     | 24 (0,7%)     |
| Хиспаноамериканци | 232 (6,5%)    | 268 (7,4%)    |
| Укупно            | 3.548         | 3.627         |